# Richard Harney
Richard „Hacksaw“ Harney (* 16. Juli 1902 in  Money (Mississippi); † 25. Dezember 1973 in Jackson (Mississippi)) war ein US-amerikanischer Blues-Gitarrist (auch Pianist).
Harney trat in den 1920er-Jahren mit seinem Bruder Maylon als Pet & Can auf und war dann als Begleitmusiker für verschiedene Sänger tätig; 1927 nahm er mit Pearl Dickson und Walter „Pat“ Rhodes für Columbia Records auf. Nachdem sein Bruder in einem Juke Joint ermordet worden war, arbeitete er hauptberuflich  als Klavierstimmer und -reparateur im Raum Memphis (Tennessee). Daneben spielte er mit Robert Lockwood junior, Robert Johnson und Big Joe Williams. Sein Spitzname Hacksaw kam von einer Bügelsäge, die er in seinem Werkzeugkoffer mit sich trug. Erst Ende der 1960er-Jahre wurde Harney wiederentdeckt und er nahm 1972 zehn Titel für das Label Adelphi Records auf, erschienen auf dem Album Sweet Man. Harney spielte Piedmont-Fingerstyle-Blues, vermischt mit Ragtime-Einflüssen, ähnlich dem Spiel von Blind Blake. Die meisten seiner Titel sind Up-tempo Instrumentalnummern. Ein Jahr nach seinen letzten Aufnahmen starb Harney; er wurde in einem Armengrab auf dem Raymond Cemetery in Raymond (Mississippi) beigesetzt.